# Fächermaschine
Die Fächermaschine ist eine Hubkolbenmaschine (z. B. (Verbrennungs-)Motor, Verdichter, Pumpe, Dampfmaschine), deren Zylinder gleichmäßig innerhalb eines Teilsektors des  Vollkreises, also in der Form eines aufgeschlagenen Fächers, verteilt sind. Sie entsprechen in der sonstigen Bauweise etwa einem Sternmotor, bei dem die Zylinder jedoch gleichmäßig über den ganzen Vollkreis angeordnet sind. 
Üblich sind bis zu 5-zylindrige kleine Verdichter, deren Zylinderachsen in Bezug auf die Ebene längs durch die Kurbelwellenachse nebeneinander angeordnet sind. (Bei vielzylindrigen Sternmaschinen sind sie über ein gemeinsames Hauptpleuel angelenkt). Ein Spezialfall ist die V-Maschine (z. B. als Verdichter oder in Druckluftkompressoren) mit zwei Zylinderreihen, die üblicherweise einen Zylinderwinkel zwischen 90° und 45° umschließen.

## Fächermotoren

Frontansicht des Anzani-Motors in Blériot's Flugzeug

Louis Blériot überquerte im Jahre 1909 als Erster den Ärmelkanal in einem Flugzeug mit Fächermotor.
5- und 7-zylindrige Fächermotoren der Bauart Esnault-Pelterie sind aus der Zeit um 1910 (oder früher) bekannt. Etwa in dieser Zeit baute Huth einen sechszylindrigen 52-PS-Fächermotor mit zwei 'auf Lücke' versetzten W's, „damit die hinteren Zylinder genügend Kühlluft erhielten“; das führte zum Namen „Fächermotor“.
Ein Spezialfall ist der V-Motor mit zwei Zylinderreihen, die üblicherweise einen Winkel zwischen 90° und 45° umschließen. Er kommt vor allem in Schiffen, Kraftfahrzeugen und Motorrädern vor. Ein weiterer Spezialfall ist der W-Motor. 